# Atractus chthonius
Atractus chthonius là một loài rắn trong họ Colubridae. Loài này được Passos & Lynch mô tả khoa học đầu tiên năm 2010.